# 拉馬熱角
拉馬熱角（英語：Ramage Point）是南極洲的海岬，位於瑪麗伯德地，處於比克利冰川以西的卡尼島北部，根據美國海軍拍攝的空中照片繪入地圖，現時由南極條約體系管理。